# Liste der Baudenkmale in Wairoa
Diese Liste der Baudenkmale in Wairoa umfasst alle vom New Zealand Historic Places Trust als Denkmal (Historic Place Category 1, 2 oder Historic area) eingestuften Bauwerke und Flächendenkmale der neuseeländischen Stadt Wairoa. Ausschlaggebend für die Angaben sind, wenn nicht anders angegeben, die Angaben im Register des NZHPT, die Schreibung der Lemmata/Bezeichnungen orientiert sich möglichst an der Namensgebung in diesem Register, soweit Artikel nicht bereits vorhanden sind. In der Liste werden auch Waihi Tapu/Waihi Tapu Area (kulturell und religiös bedeutsame Stätten und Gebiete der Māori) aufgenommen, die jedoch bislang meist nicht auf den öffentlich zugänglichen Seiten des NZHPT publiziert werden. Verloren gegangene Baudenkmale sind mit einem nachgestellten (†) gekennzeichnet.
| Bild                                        | Bezeichnung                                 | Ort    | Anschrift                                        | Beschreibung                                    | Bauzeit | Eintrag           | Nummer | Kat. |
| ------------------------------------------- | ------------------------------------------- | ------ | ------------------------------------------------ | ----------------------------------------------- | ------- | ----------------- | ------ | ---- |
| St Peter’s Church (Catholic)                | St Peter’s Church (Catholic)                | Wairoa | 64 Queen Street Karte                            | Kirche, katholische                             | n.a.    | 7. April 1983     | 1069   | 2    |
| County Chambers                             | County Chambers                             | Wairoa | Queen Street Karte                               | ehemaliges Verwaltungsgebäude des Wairoa County | n.a.    | 7. April 1983     | 2775   | 2    |
| BW                                          | Old St Paul’s Church (Anglican)             | Wairoa | Lucknow Street Karte                             | Kirche, anglikanische                           | n.a.    | 7. April 1983     | 2776   | 2    |
| weitere Bilder                              | Wairoa Lighthouse                           | Wairoa | Marine Parade Karte                              | Leuchtturm                                      | n.a.    | 27. November 1986 | 4852   | 2    |
| Post Office Box                             | Post Office Box                             | Wairoa | Marine Parade Karte                              | Briefkasten                                     | n.a.    | 27. November 1986 | 4853   | 2    |
| BW                                          | Oslers Building                             | Wairoa | 114-118 Marine Parade Karte                      | Laden                                           | n.a.    | 27. November 1986 | 4854   | 2    |
| BW                                          | ANZ Bank (Former)                           | Wairoa | 142 Marine Parade Karte                          | Bankfiliale, ehemalige                          | n.a.    | 27. November 1986 | 4856   | 2    |
| BW                                          | Clyde Hotel                                 | Wairoa | 162 Marine Parade Karte                          | Hotel                                           | n.a.    | 27. November 1986 | 4857   | 2    |
| BW                                          | Wairoa County Club Building                 | Wairoa | 180-188 Marine Parade Karte                      | Clubhaus                                        | n.a.    | 27. November 1986 | 4858   | 2    |
| BW                                          | State Insurance Building (Former)           | Wairoa | 208-210 Marine Parade Karte                      | Versicherungsfiliale                            | n.a.    | 27. November 1986 | 4859   | 2    |
| BW                                          | Pitihera Kopu Memorial                      | Wairoa | Marine Parade Karte                              | Denkmal                                         | n.a.    | 27. November 1986 | 4860   | 2    |
| BW                                          | Wairoa Meat Company Building                | Wairoa | 228 Marine Parade Karte                          | Metzgerladen                                    | n.a.    | 27. November 1986 | 4861   | 2    |
| BW                                          | Gaiety Cinema and Theatre                   | Wairoa | 252 Marine Parade Karte                          | Kino/Theater                                    | n.a.    | 27. November 1986 | 4862   | 2    |
| BW                                          | Broadbank Building                          | Wairoa | 86 Marine Parade und Paul Street Karte           | Gebäude                                         | n.a.    | 27. November 1986 | 4863   | 2    |
| BW                                          | New Wairoa Hotel                            | Wairoa | Marine Parade Karte                              | Hotel                                           | n.a.    | 27. November 1986 | 4864   | 2    |
| BW                                          | House                                       | Wairoa | 114 Queen Street Karte                           | Haus                                            | n.a.    | 27. November 1986 | 4865   | 2    |
| BW                                          | District Court Building                     | Wairoa | Queen Street Karte                               | Gerichtsgebäude, ehemaliges                     | n.a.    | 27. November 1986 | 4866   | 2    |
| St Andrew’s Church (Presbyterian-Methodist) | St Andrew’s Church (Presbyterian-Methodist) | Wairoa | 98 Queen Street Karte                            | Kirche, presbyterianische/methodistische        | n.a.    | 27. November 1986 | 4867   | 2    |
| BW                                          | Clydebank                                   | Wairoa | Railway Road Karte                               | Wohnhaus                                        | n.a.    | 27. November 1986 | 4868   | 2    |
| BW                                          | Hair Shop                                   | Wairoa | 246 Marine Parade Karte                          | Friseurgeschäft                                 | n.a.    | 27. November 1986 | 4875   | 2    |
| BW                                          | Ohuka Homestead                             | Wairoa | Ohuka Road Karte                                 | Wohnhaus                                        | 1906    | 17. Dezember 1993 | 7112   | 2    |
| BW                                          | Kopuawhara Railway Viaduct                  | Wairoa | Wairoa-Gisborne Railway, Kopuawhara Valley Karte | Eisenbahnbrücke                                 | n.a.    | 25. Oktober 1996  | 7344   | 2    |